# Chiesa di Santa Lucia (Pradalunga)
La chiesa di Santa Lucia è il principale luogo di culto cattolico della frazione Cornale di Pradalunga, dedicato a Santa Lucia, ed edificato su progetto dell'ingenere bergamasco Dante Fornoni. La chiesa fu elevata a parrocchia nel 1936 dal vescovo Adriano Bernareggi.

## Storia
Nel 1919 don Ugo Canova espose la necessità di edificare un nuovo edificio di culto, o di ampliare quello cinquecentesco intitolato a santa Lucia già esistente. Era stata la relazione della visita pastorale del vescovo Luigi Maria Marelli che dichiarava l'antica chiesa: la Chiesa è piccola e indecorosa per quanto tenuta bene. Si dia opera efficace per riuscire nella costruzione di una nuova che corrisponda meglio ai bisogni della popolazione. I progetti furono commissionati a Luigi Angelini, ma furono sviluppati a causa dei fatti che allontanarono il parroco e l'arrivo del suo sostituto don Luigi Minelli. Fu solo nel 1929 che, grazie all'autorizzazione della Curia di Bergamo dell'acquisto di un terreno, si riprese la considerazione di edificare una nuova chiesa. Venne commissionato il nuovo progetto a Dante Fornoni.
La nuova chiesa fu costruita con inizio dei lavori nel maggio 1931 con la collaborazione sia economica che manuale degli abitanti la frazione. L'edificio nella sua parte muraria, fu ultimato nel 1933, e l'anno successivo venne affrescata la volta. Il 3 ottobre 1936 il vescovo Adriano Bernareggi consacrò la nuova chiesa intitolandola con il rito della dedicazione a santa Lucia. Il vescovo sigillò le antiche reliquie dei santi Luigi Gonzaga, Eurosia, e Rustico nel nuovo altare maggiore. L'antica chiesa sempre intitolata alla santa siciliana, cambiò la dedicazione in San Fermo martire, essendo stata soppressa un'antica cappella dedicata al santo.
La torre campanaria fu costruita nel 1955, sempre su disegno del Fornoni, con la posa del concerto delle campane l'anno successivo. Il sagrato è stato rimodernato nel 1990 con la posa dei monumenti dedicati a padre Luigi Carrara nativo di Cornale e morto martire in Congo e al Corpo Musicale e Corale di Santa Lucia.

## Descrizione
La chiesa posta in posizione elevata nel centro della frazione, è preceduta dal sagrato con la pavimentazione in selciato, mentre il lato a nord è lambita dalla strada comunale. L'esterno è composto da conci di pietra proveniente dalle cave di Albino, squadrati e lavorati a punta e a bugne lateralmente.

La facciata presenta l'ingresso principale in uno sfondato centinato a tutto sesto, composto da due colonne e due semi-colonne che sorreggono un architrave, nella parte inferiore, e una finestra lunettata sulla parte superiore.

Il lato a sud ripropone parte della facciata con un'apertura fondata composta da altrettante colonne e semi-colonne, con l'architrave e uno spazio superiore avente apertura rettangolare.
L'aula a navata unica è completa di quattro altari che contengono opere provenienti dall'antica chiesa di San Ferno, poi soppressa, e di Santa Lucia. In particolare l'altare della Madonna del Rosario, con le tavolette raffiguranti i misteri, tra gli ultimi lavori dell'artista nembrese del 1626 Enea Salmeggia. Del medesimo artista la tela Sante Lucia, Maddalena e Apollonia.. In barocchetto lombardo si presenta l'altare dedicato ai defunti del 1768, composto da ornamenti in marmi policromi. Di Francesco Capella è la pala d'altare che raffigura la Madonna del Santo Rosario.
La volta presenta affreschi realizzati dal giovane Emilio Nembrini raffiguranti Gesù fra i dottori del tempio e  Annunciazione di Maria. Del 1964, in età più matura, il Nembrini dipinse le quattordici stazioni della Via Crucis sulle pareti laterali. Altri dipinti sono stati eseguiti dai fratelli Campagnoni di Albano Sant'Alessandro, mentre al centro della volta c'è il grande affresco lavoro di Pietro Servalli raffigurante Santa Lucia nella gloria dei cieli. Tutti i dipinti hanno avuto un grande lavoro di restauro nel 2014.
L'organo Bossi è un recupero della chiesa antica realizzato nel 1773.